# Shogo Nakahara
Shogo Nakahara (中原 彰吾 Nakahara Shogo?, nacido el 19 de mayo de 1994 en Hokkaido) es un futbolista japonés que se desempeña como centrocampista en el Vegalta Sendai de la J1 League.

## Trayectoria

### Clubes
| Club                        | País      | Año         |
| --------------------------- | --------- | ----------- |
| Hokkaido Consadole Sapporo  | Japón     | 2013 - 2019 |
| Khonkaen FC (cedido)        | Tailandia | 2013        |
| J. League sub-22 (cedido)   | Japón     | 2014 - 2015 |
| Gamba Osaka (cedido)        | Japón     | 2017        |
| Gamba Osaka sub-23 (cedido) | Japón     | 2017        |
| V-Varen Nagasaki (cedido)   | Japón     | 2018        |
| Vegalta Sendai              | Japón     | 2019 -      |

## Estadística de carrera

### J. League
| Club                       | Año   | J. League | J. League | Copa J. League | Copa J. League | Total | Total |
| Club                       | Año   | Part.     | Goles     | Part.          | Goles          | Part. | Goles |
| -------------------------- | ----- | --------- | --------- | -------------- | -------------- | ----- | ----- |
| Consadole Sapporo          | 2013  | 3         | 0         | -              | -              | 3     | 0     |
| Consadole Sapporo          | 2014  | 16        | 0         | -              | -              | 16    | 0     |
| Consadole Sapporo          | 2015  | 11        | 0         | -              | -              | 11    | 0     |
| Hokkaido Consadole Sapporo | 2016  | 4         | 1         | -              | -              | 4     | 1     |
| J. League sub-22           | 2014  | 7         | 1         | -              | -              | 7     | 1     |
| J. League sub-22           | 2015  | 2         | 0         | -              | -              | 2     | 0     |
| Gamba Osaka                | 2017  | 3         | 0         | 2              | 0              | 5     | 0     |
| Gamba Osaka sub-23         | 2017  | 18        | 1         | -              | -              | 18    | 1     |
| Total                      | Total | 64        | 3         | 2              | 0              | 66    | 3     |